# قليوب (مركز)
مركز قليوب، مركز إداري مصري. يقع في محافظة القليوبية ضمن إقليم القاهرة الكبرى في جمهورية مصر العربية. القاعدة الإدارية للمركز هي مدينة قليوب.